# Syahrian Abimanyu
Syahrian Abimanyu (Banjarnegara, Indonesia; 25 de abril de 1999) es un futbolista de Indonesia que juega en la posición de centrocampista con el Persik Kediri de la Liga 1 de Indonesia desde el año 2025.

## Carrera

### Club
| Periodo   | Club                      |
| --------- | ------------------------- |
| 2016–2017 | Atlético Levante UD       |
| 2017      | Persija Jakarta           |
| 2017–2019 | Sriwijaya FC              |
| 2019–2020 | Madura United             |
| 2021–2022 | Johor Darul Ta'zim        |
| 2021      | → Newcastle Jets (cedido) |
| 2022–2025 | Persija Jakarta           |
| 2025–     | Persik Kediri             |

### Selección nacional
Ha estado en el proceso de selecciones nacionales desde la categoría sub-16, donde participó en el Campeonato sub-19 de la AFC 2018 y ganó la medalla de plata en los Juegos del Sudeste Asiático al año siguiente y la de bronce dos años después, además de los Juegos Asiáticos de 2022.
Debutó con Indonesia el 25 de mayo de 2021 ante Afganistán en un partido amistoso en Dubai. Anotó su primer gol internacional el 26 de diciembre de 2022 en la victoria por 7-0 sobre Brunéi por el Campeonato de la AFF 2022.

## Logros
- East Kalimantan Governor Cup: 2018
- Malaysia Super League: 2021[6]